# 北街街道 (江门市)
北街街道，是中华人民共和国广东省江门市蓬江区一个已撤销的街道办事处，總面積5平方公里，人口3.4萬。

## 地理
北街街道位於蓬江區東部，位处西江与江门河交汇处，为江门的门户和军事重地，北隔西江與潮连岛相望，與潮连街道毗鄰。東隔江門河與滘北街道相望，西與堤东、环市街道辦事處毗鄰。

## 历史
北街原为西江河道，约在元末明初淤积成陆，成陆后為新會縣歸德都白石鄉轄地。1904年，英国强迫清政府开辟江门为通商口岸，并在北街建立海关。1912年2月16日15时15分，北街海关升起新会第一面青天白日满地红旗。1913年，新宁铁路在北街建火车站，北街日渐兴盛，逐渐成为新会水陆交通转运地和华洋荟萃之地。1951年江门设市后，1952年初成立北街街道办事处。
2015年，江门市人民政府批复同意蓬江区调整部分街道行政区划，撤销北街街道，将其行政区划（港口二路－白石大道－甘棠路－发展大道－西江边－港口二路围闭区域除外）并入白沙街道。